# سوفي غريغوار ترودو
سوفي غريغوار ترودو (بالفرنسية: Sophie Grégoire)‏ هي عارضة وصحفية كندية، ولدت في 24 أبريل 1975 في مونتريال في كندا.

## وصلات خارجية
- سوفي غريغوار ترودو على موقع IMDb (الإنجليزية)
- سوفي غريغوار ترودو على موقع ميوزك برينز (الإنجليزية)
- سوفي غريغوار ترودو على موقع قاعدة بيانات الفيلم (الإنجليزية)
- سوفي غريغوار ترودو على موقع كينوبويسك (الروسية)